# 2K4 Filin

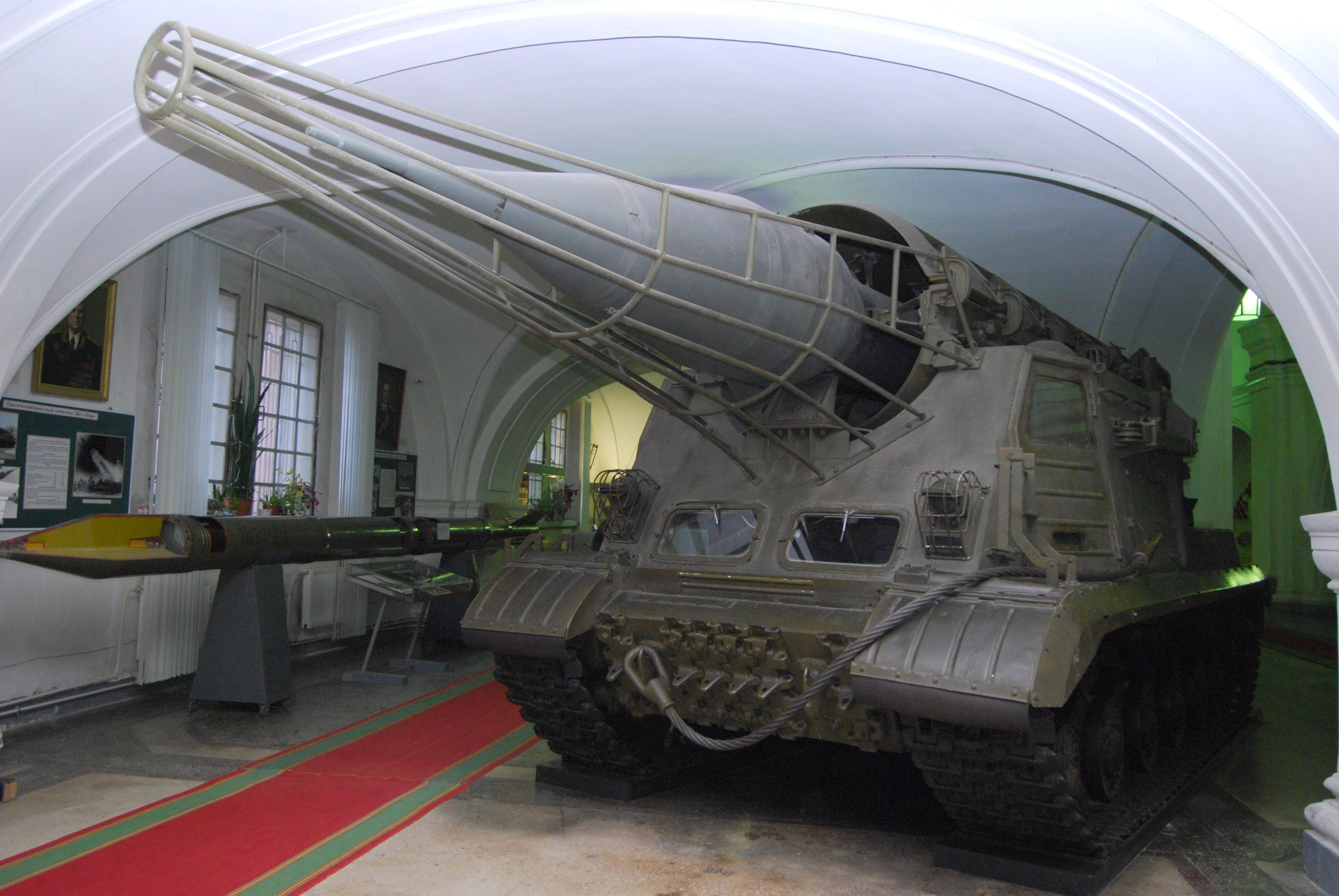
Startfahrzeug 2P4 des Raketenkomplexes 2K4 Filin

2K4 Filin (russisch 2К4 Филин) ist der Name eines der ersten in der damaligen Sowjetunion entwickelten taktischen Raketenkomplexes. Das Waffensystem wurde von 1955 bis 1957 entwickelt. In der Sowjetarmee wurde das System 1958 erprobt, gelangte jedoch nicht in den Truppendienst. Schon 1960 wurde der Raketenkomplex aus der Bewaffnung der Sowjetarmee herausgelöst.

## Bezeichnungen
Die sowjetischen Einsatzgrundsätze unterschieden bei Boden-Boden-Raketen strategische, operative und taktische Raketen. Raketensysteme strategischer Bedeutung wurden in den Strategischen Raketentruppen zusammengefasst. Truppenteile, die mit Operativ-taktische Raketenkomplexen mit Reichweiten von mehreren hundert Kilometern ausgerüstet waren, wurden den Armeen bzw. Armeekorps (im Frieden Militärbezirke) zugeordnet. Taktische Raketenkomplexe wurden den motorisierten Schützen- und Panzerdivisionen zugeordnet. Sie dienten der Bekämpfung von Zielen im Verantwortungsbereich der Division und hatten eine Reichweite von bis zu 120 km. Nach Zweckbestimmung und taktisch-technischen Daten wird das System 2K1 als taktischer Raketenkomplex (тактический ракетный комплекс) bezeichnet. Im westlichen Sprachgebrauch wird für derartige Waffensysteme der Begriff Gefechtsfeld-Kurzstreckenrakete oder Battlefield Short Range Ballistic Missile (BSRBM) benutzt.
Der GRAU-Index des Waffensystems ist 2K4, Filin ist der Gebrauchsname. Das Air Standardization Coordinating Committee (ASCC) vergab sowohl für das System als auch die Rakete den Namen Frog-1.

## Entwicklung

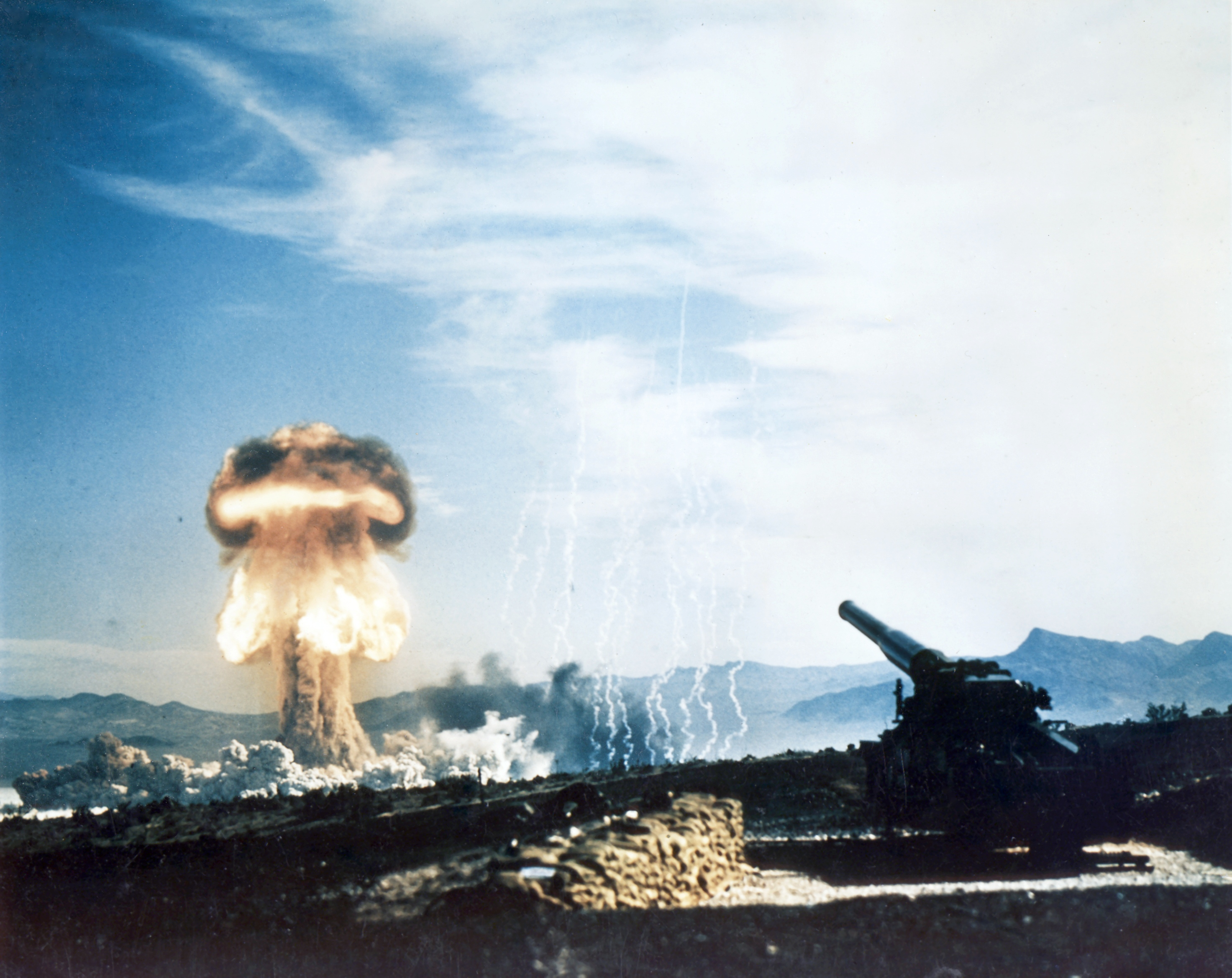
Die 1953 eingeführte 280-mm-Haubitze T-131 war das erste taktische Nuklearwaffensystem der US Army

Gegen Ende der 1940er Jahre verfügten sowohl die USA als auch die Sowjetunion über Nuklearwaffen. Diese Waffen waren verhältnismäßig groß und schwer, so dass als Träger dieser Waffen nur strategische Bombenflugzeuge zur Verfügung standen. Diese waren jedoch zur Bekämpfung taktischer Ziele auf dem Gefechtsfeld nicht geeignet. Der technologische Fortschritt ließ jedoch bereits zum damaligen Zeitpunkt die Konstruktion von nuklearen Gefechtsköpfen erwarten, die nur wenige hundert Kilogramm wogen. Damit erschien der Einsatz von taktischen Atomwaffen möglich. In den USA wurde 1952 die 280-mm-Haubitze T-131 in Dienst gestellt. Das Geschütz war zum Verschuss von Granaten mit nuklearen Sprengköpfen geeignet. Im Folgejahr begann die Indienststellung der Gefechtsfeldrakete MGR-1 Honest John, die ungelenkte Feststoffraketen mit nuklearen Gefechtsköpfen verschießen konnte. In der Sowjetunion wurden Vorarbeiten zur Entwicklung nuklearfähiger taktischer Raketen 1948 bis 1951 im Wissenschaftlichen Forschungsinstitut Nr. 1 (НИИ-1) (seit 1967 Moskauer Institut für Wärmetechnik) unter Führung von N. P. Masurow (Н.П.Мазуров) geleistet, jedoch erst mit Indienststellung der Honest John wurden die Arbeiten energischer vorangetrieben.
Die in der UdSSR verfügbaren nuklearen Gefechtsköpfe hatten zum damaligen Zeitpunkt einen Durchmesser von ungefähr 800 mm. Für den Verschuss mit herkömmlichen Geschützen waren diese Gefechtsköpfe zu groß und zu schwer. Als Träger konnten daher nur Raketen eingesetzt werden. Das Waffensystem musste insgesamt eine hohe taktische Beweglichkeit haben und die Rakete innerhalb weniger Minuten einsatzbereit sein, daher kamen grundsätzlich nur Feststoffraketen in Frage. Die zum damaligen Zeitpunkt verfügbaren Trägheitsnavigationssysteme wiesen auf Entfernungen von rund 30 km – dies war die angenommene Einsatzreichweite – eine Genauigkeit von 500 bis 1000 m auf. Dieser Wert konnte jedoch auch einfacher mit ungelenkten Raketen erreicht werden. Eine Funkfernsteuerung erschien problematisch, da diese das System anfällig gegen Störungen gemacht hätte. Das bei der MGM-1 Matador eingesetzte Shanicle-Steuersystem (Short Range Navigation Vehicle) war zwar wesentlich genauer, erforderte jedoch eine Reihe bodengestützter Mikrowellen-Sender, die ein Funknetz zur Darstellung von Entfernung und Azimuth generierten, auf dessen Basis die Matador navigierte. Dieses Funknetz konnte jedoch nicht über gegnerischem Territorium errichtet werden, so dass hier wieder auf die Trägheitsnavigation zurückgegriffen werden musste. Bei einer Gefechtsfeldrakete, bei der sich der größte Teil der Flugbahn über gegnerischem Territorium befand, war dieses System nicht sinnvoll einzusetzen.
Im Jahr 1953 gab die Hauptverwaltung Artillerie (Главное артиллерийское управление МО, ГАУ) die Aufgabenstellung zur Entwicklung einer taktischen Rakete mit einer Reichweite von 50 km heraus. Das Waffensystem wurde im NII-1 unter Führung von N. P. Masurow entwickelt. Im gleichen Zeitraum arbeitete das Institut auch an der Entwicklung des taktischen Raketenkomplexes 2K1 Mars. Der Treibstoff der Rakete wurde im Wissenschaftlichen Forschungsinstitut Nr. 125 (НИИ-125) in Ljuberzy entwickelt. (Das Konstruktionsbüro firmiert heute als Федеральный Центр Двойных Технологий Союз.) Die Entwicklung des Gefechtskopfes begann 1955 im Konstruktionsbüro KB-11 (КБ-11), heute Föderales Forschungsinstitut für Experimentalphysik (Всероссийский научно-исследовательский институт экспериментальной физики) in Sarow. Während im KB-11 die nuklearen Anteile des Gefechtskopfes entwickelt wurden, übernahm das Konstruktionsbüro KB-25 КБ-25) die Entwicklung der übrigen Anteile. Grundlage der Entwicklung war die freifallende Atombombe RDS-4. Die Erprobung begann 1955, ab 1957 wurden die Raketen zusammen mit dem Startfahrzeug 2P4 erprobt. Federführend für die Entwicklung der Startrampe war das Sonderkonstruktionsbüro SKB-2 (СКБ 2) des Kirow-Werkes in Leningrad. Das Startfahrzeug wurde im Kirow-Werk hergestellt. Insgesamt wurden 36 Startrampen gefertigt, davon 10 im Jahr 1957, der Rest im Folgejahr.
Während der Erprobung mit einem nuklearen Gefechtskopfes kam es zu einer Fehlfunktion des Höhenmessers der Zündeinrichtung. Der Gefechtskopf zündete nicht in der vorgesehenen Höhe, was eine radioaktive Verseuchung des Geländes außerhalb des Schießplatzes zur Folge hatte. Mit Entscheidung des Ministerrates der UdSSR vom 17. August 1958 wurde daher von einer Einführung in den Truppendienst abgesehen und stattdessen das System zur Einlagerung vorgesehen. Bereits 1960 entschied der Ministerrat jedoch, das System aus der Bewaffnung der Sowjetarmee zu streichen. Zu diesem Zeitpunkt war der taktische Raketenkomplex 2K6 Luna einsatzbereit. Mit diesem Waffensystem konnte eine vergleichbare Wirkung im Ziel bei deutlich größerer Reichweite erreicht werden, außerdem war das System kleiner und leichter und damit beweglicher.

## Konstruktion

### Aufbau des Waffensystems
Das Waffensystem besteht aus:
- den Raketen 3R2 (3Р2), 3R3 (3Р3) und 3R4 (3Р4)
- der Startrampe 2P4 Tjulpan (2П4 Тюльпан)
- dem Autodrehkran K-104 (К-104)

Zum Waffensystem gehören weiterhin:
- die bewegliche technische Basis PRTB-1 Step (ПТРБ Степь)
- verschiedene Ausrüstungsgegenstände und Trainingsgeräte

### Rakete 3R2

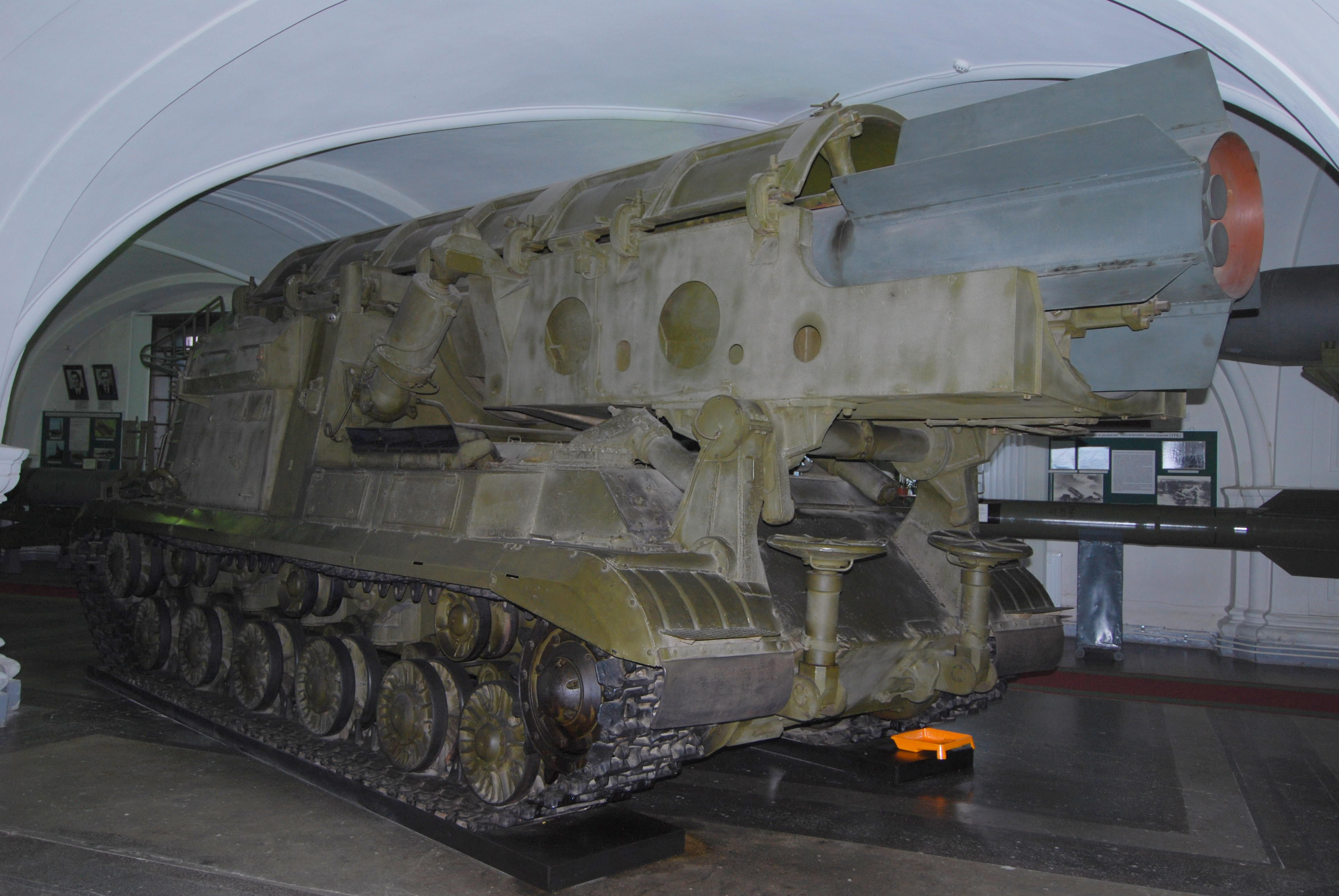
Heck der Rakete mit der Austrittsdüse des Marschtriebwerks

Die Rakete 3R2 ist eine einstufige, ungelenkte, drallstabilisierte Feststoffrakete. Die Rakete besteht aus dem Triebwerk und dem Gefechtskopf. Der Gefechtskopf befindet sich im vorderen Teil der Rakete, dahinter liegt das Triebwerk. Am Heck der Rakete befinden sich sechs Leitflächen.
Das Triebwerk hat zwei Brennkammern. Die Düsen der vorderen Brennkammer sind zur Längsachse der Rakete geneigt, um den Abgasstrahl vom Rumpf der Rakete fernzuhalten. Die Düsen besitzen ebenfalls eine leichte Neigung gegenüber der Kursebene. Dadurch wird die Rakete in eine Umdrehung um ihre Längsachse versetzt, was den Flug stabilisiert. Beide Kammern werden beim Start der Rakete gleichzeitig gezündet. Der Raketenmotor arbeitet auf den ersten 1.700 m der Flugbahn, die Brennschlusszeit liegt bei 4,8 s. Als Treibstoff kommt NMF-2 (НМФ-2) zum Einsatz. Die Rakete hat eine Reichweite von 20.000-25.700 m. Bei dieser Reichweite beträgt die Treffergenauigkeit 1000 m.
Die Rakete ist ungelenkt. Ihre Reichweite kann nur durch die Neigung der Startschiene der Startrampe verändert werden. Der Kurswinkel wird vor dem Start mit der Richtung der Startrampe festgelegt. Die erreichte Maximalgeschwindigkeit liegt bei 686 m/s.
Der Gefechtskopf der Rakete hat einen Durchmesser von 850 mm bei einem Gewicht von 1180 bis 1200 kg und ist damit deutlich größer als der Durchmesser des Triebwerkes. Seine Sprengkraft wird mit einem Äquivalent von 10 kT TNT angegeben.

### Rakete 3R3
Diese Rakete ist mit einem konventionellen Splitterspreng-Gefechtskopf mit einem Gewicht von 500 kg ausgestattet.

### Rakete 3R4
Bei dieser Rakete soll es sich um eine Version der Rakete 3R1 Sowa des Komplexes 2K1 Mars handeln, die für das System 2K4 adaptiert wurde.

### Technische Daten der Raketen
|                  | 3R2                | 3R3            | 3R4     |
| ---------------- | ------------------ | -------------- | ------- |
| Länge            | 10.354 – 10.378 mm |                |         |
| Durchmesser      | 612 mm             |                |         |
| Spannweite       | 1259–1263 mm       |                |         |
| Gewicht          | 4430–4940 kg       |                |         |
| Gefechtskopf     |                    |                |         |
| Typ Gefechtskopf | nuklear            | Splitterspreng | nuklear |
| Durchmesser GK   | 850 mm             |                |         |
| Gewicht GK       | 1180–1200 kg       | 500 kg         | 565 kg  |

### Startrampe 2P4

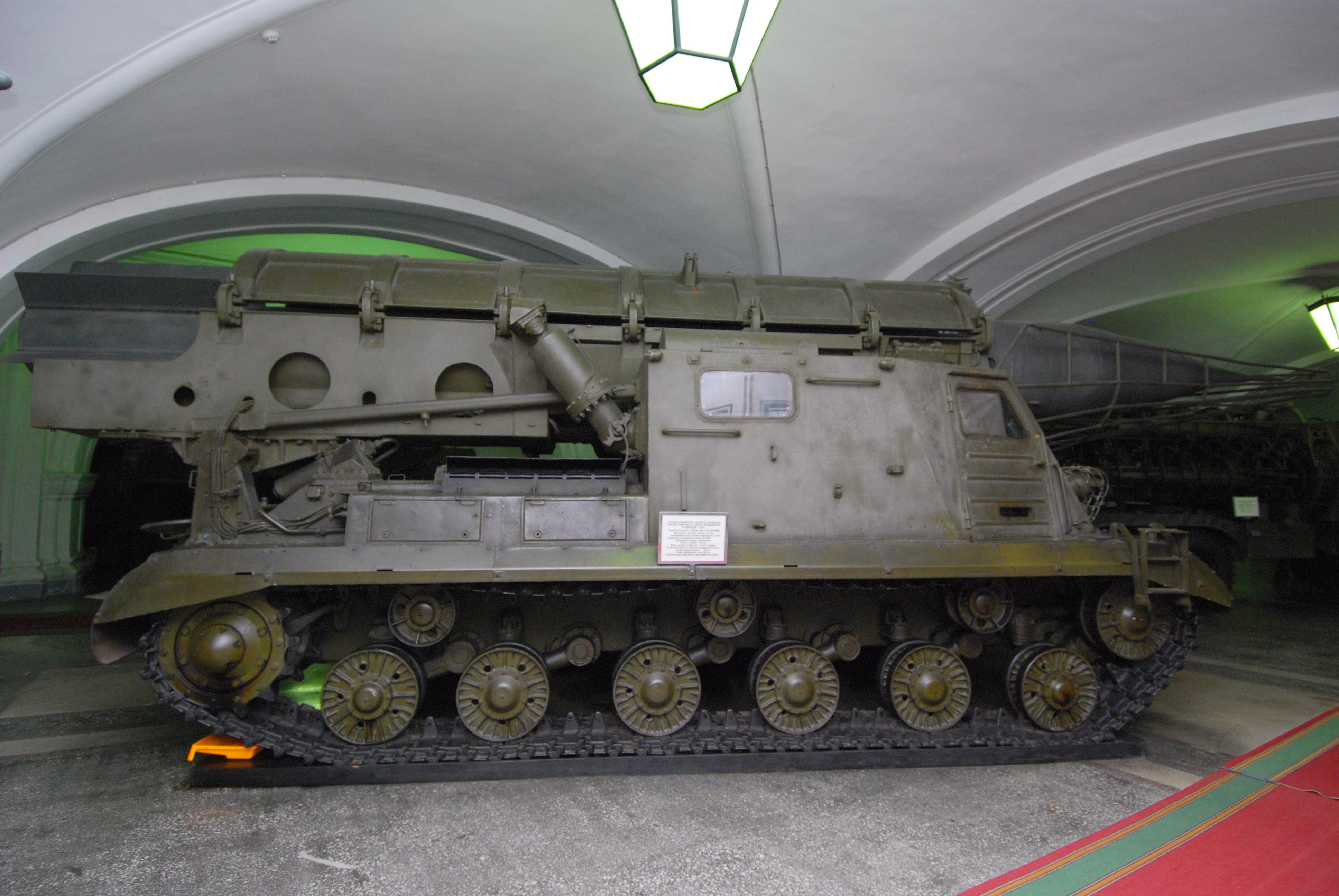
Startfahrzeug 2P4

Das Startfahrzeug wurde aus der Selbstfahrlafette ISU-152 entwickelt. Laufwerk, Kraftübertragung und Triebwerk wurden praktisch unverändert übernommen.
Das Laufwerk hat auf jeder Seite sechs Laufrollen und drei Stützrollen. Die Laufrollen sind torsionsgefedert, haben jedoch keine Stoßdämpfer. Das Antriebsrad befindet sich hinten, das Leitrad vorn. Die Ketten sind 650 mm breit, der Bodendruck beträgt 0,67 kg/cm.
Angetrieben wird das Fahrzeug vom 12-Zylinder-Viertakt-V-Dieselmotor W-2IS. Der Motor leistet 520 PS bei 2000 Umdrehungen pro Minute. Der Motor treibt über die Haupt-Mehrscheiben-Trockenkupplung das Vierganggetriebe mit acht Vorwärtsgängen und zwei Rückwärtsgängen an, von dort werden über zwei zweistufige Planetengetriebe mit Mehrscheiben-Kupplungen und zwei zweifache Seitenvorgelege die Antriebsräder angetrieben. Gesteuert wird das Fahrzeug mit Hilfe von Bremsbändern in den Planetengetriebe. Auf der Straße wird im beladenen Zustand eine Geschwindigkeit von 30 km/h und unbeladen von 41,7 km/h erreicht.
Im vorderen Teil befand sich die Kabine für die Bedienung des Waffensystems. Diese Konstruktion wurde ebenfalls von der ISU-152 übernommen, jedoch erhöht und besaß im Unterschied zur ISU-152 große Sichtfenster und Türen anstelle von Luken. In der Kabine befinden sich vorn die Plätze für Fahrer und Kommandanten, im hinteren Teil die Geräte für den Start der Rakete. Auf dem hinteren Teil der Wanne ist der Artillerieteil mit der vertikal schwenkbaren Startschiene untergebracht. Die Startschiene wird hydraulisch gehoben bzw. gesenkt. Sie stützt das Triebwerk der Rakete, nicht jedoch den Gefechtskopf ab. Die Rakete wird durch zwei lange, halbkreisförmige Klammern auf der Startschiene gehalten, die obere kann zum Be- und Entladen aufgeklappt werden. Während des Marsches wird der Gefechtskopf durch eine Gitterkonstruktion aus Stahlrohr vor Beschädigungen geschützt. Beim Start der Rakete stützt sich die Startrampe auf die Gleisketten und zwei Stützteller am Heck ab. Die Stützteller können hydraulisch gehoben und gesenkt werden.
Für den Start der Rakete aus der Marschlage wird eine Zeit von 30 Minuten angegeben, für das Nachladen der Startrampe eine Zeit von 60 Minuten.
|                 | 2P4                 |
| --------------- | ------------------- |
| Länge           | 9330 mm             |
| Breite          | 3070 mm             |
| Höhe            | 3000 mm             |
| Gewicht         | 40 t                |
| Reichweite      | 300–350 km          |
| Geschwindigkeit | 30 km/h / 41,7 km/h |
| Bodendruck      | 0,67 kg/cm          |

### Autodrehkran K-104
Der Autodrehkran K-104 dient zum Be- und Entladen der Startrampe. Er ist auf dem Fahrgestell des Lkw JaAZ-210 aufgebaut und hat eine Tragfähigkeit von 10 t. Der Autodrehkran ist notwendig, da die Startrampe keine eigenen Umschlagmittel hat und ein Transport-Ladefahrzeug im Komplex nicht vorhanden ist.

### Bewegliche technische Basis PRTB-1Step
Die bewegliche technische Basis PRTB-1 Step (2U659) dient zum Transport nuklearer Gefechtsköpfe und der Trägermittel sowie der Montage der Gefechtsköpfe. Das ab 1959 eingeführte System wurde für die Raketenkomplexe 2K1 Mars, 2K4 Filin, 2K6 Luna, 2K10 Ladoga und 3M1 Onega entwickelt. Zusammen mit dem System 2K4 Filin wurden eingesetzt:
- das Fahrzeug zur Montage der Gefechtsköpfe 2U656 (2У656)
- das Transportfahrzeug 2U662 (2У662) zum Transport der Gefechtsköpfe
- das Transportfahrzeug 2U663 (2У663) zum Transport der Triebwerke bzw. der montierten Raketen
- verschiedene Hilfsfahrzeuge

Die Fahrzeuge 2U661 und 2U662 waren auf dem Fahrgestell des Lkw ZIL-157 aufgebaut.
Bei dem Transportfahrzeug 2U663 handelt es sich um einen Sattelzug, bestehend aus der Sattelzugmaschine ZIL-157W und einem einachsigen Sattelauflieger mit angetriebener Achse. Auf dem Auflieger können bis zu zwei Raketen bzw. Triebwerke transportiert werden. Das Fahrzeug besitzt keine Umschlageinrichtungen. Die nuklearen Gefechtsköpfe der transportierten Raketen können beheizt werden.
|               | 2U663    |
| ------------- | -------- |
| Länge         | 14.882mm |
| Breite        | 2340 mm  |
| Höhe          | 2950 mm  |
| Tragfähigkeit | 4,6 t    |

## Taktisch-technische Daten
Das Waffensystem entspricht dem technologischen Stand Mitte der 1950er Jahre. Konzeptionell unterscheidet sie sich nicht von den anderen in der UdSSR und den USA in diesem Zeitraum entwickelten taktischen Raketen, in allen Fällen handelt es sich um ungelenkte Feststoffraketen. Von den Leistungsdaten ist sie mit der amerikanischen MGR-1A  Honest John vergleichbar. Da das System 2K6 Luna bei gleicher Wirkung im Ziel eine höhere Reichweite und bessere Treffergenauigkeit hatte, wurde die Einführung in den Truppendienst gestoppt und die Weiterentwicklung eingestellt.
|                  | 2K1 Mars        | 2K4 Filin       | 2K6 Luna        | MGR-1A Honest John | MGR-3 Little John |
| ---------------- | --------------- | --------------- | --------------- | ------------------ | ----------------- |
|                  | UdSSR           | UdSSR           | UdSSR           | USA                | USA               |
| Antrieb          | Feststoffrakete | Feststoffrakete | Feststoffrakete | Feststoffrakete    | Feststoffrakete   |
| Lenkverfahren    | ungelenkt       | ungelenkt       | ungelenkt       | ungelenkt          | ungelenkt         |
| Indienststellung | 1958            | 1958            | 1961            | 1954               | 1961              |
| Reichweite       | 17,5 km         | 25,7 km         | 45,0 km         | 24,8 km            | 18,2 km           |
| Gefechtskopf     | 10 kt           | 10 kt           | 50 kt           | 5–40 kt            | 1–10 kt           |
| CEP              | 770 m           | 1000 m          | 900 m           | -                  | -                 |

## Einsatz
Das Waffensystem war das erste in der Sowjetunion hergestellte taktische Raketensystem, mit dem Raketen mit nuklearen Gefechtsköpfen verschossen werden konnten. Im Jahr 1957 wurden zehn Startfahrzeuge 2P4 im Kirow-Werk hergestellt, im Folgejahr weitere 26. Am 17. August 1958 wurde mit einer Verfügung des Ministerrates der UdSSR entschieden, das System nicht in den Truppendienst zu übernehmen und die vorhandenen Startfahrzeuge und Raketen einzulagern. Bereits im Februar 1960 entschied der Ministerrat im Zusammenhang mit der Einführung des taktischen Raketenkomplexes 2K6 Luna das System 2K4 Filin auszusondern.